# البدالة (دسوق)
البدّآلة، عزبة تابعة لقرية محلة مالك بالوحدة المحلية لقرية شباس الملح، التابعة لمركز دسوق، التابع لمحافظة كفر الشيخ في جمهورية مصر العربية.